# ノー・クォーター (アルバム)
『ノー・クォーター』（原題：No Quarter: Jimmy Page & Robert Plant Unledded）は、元レッド・ツェッペリンのジミー・ペイジとロバート・プラントが1994年に連名で録音・発表したライブ・アルバム。MTVアンプラグドの特別番組「Unledded」のために行われた演奏を収録したもので、1994年8月25日から26日にかけてロンドンで行われたライブ録音に、マラケシュやウェールズで録音された楽曲も加えられた。「Unledded」は10月12日にアメリカで放映されて、同年には本作も発表された。レッド・ツェッペリン時代の楽曲に新たな編曲を施した演奏と、新曲「ヤラー」「シティ・ドント・クライ」「ワンダフル・ワン」「ワー・ワー」が収録されている。
本作に参加したチャーリー・ジョーンズは、プラントのソロ活動におけるバンドのメンバーで、また、マイケル・リーもプラントのツアー・メンバーを務めていた。その他、ザ・キュアーのポール・トンプソンや、ロンドン・メトロポリタン・オーケストラ、エジプトやマラケシュのミュージシャン等も本作に参加した。
本作からシングル・カットされた「ギャロウズ・ポウル」は、全英シングルチャートで35位に達した。

## アメリカ盤リマスターCD
2004年に発売されたアメリカ盤リマスターCDは、オリジナル盤に収録されていた「Thank You」「Yallah」が外された代わりに、「The Truth Explodes」、「The Rain Song」及び、アメリカ初回盤には収録されていなかった「Wah Wah」が収録された。また、ジャケット・デザインも変更されている。

## 収録曲
特記なき楽曲はジミー・ペイジとロバート・プラントの共作。インターナショナル盤は14曲入りだが、アメリカ初回盤には「ワー・ワー」は収録されなかった。
1. 俺の罪 - "Nobody's Fault but Mine" - 4:06
2. サンキュー - "Thank You" - 5:48
3. ノー・クォーター - "No Quarter" (Jimmy Page, Robert Plant, John Paul Jones) - 3:45
4. フレンズ - "Friends" - 4:36
5. ヤラー - "Yallah" - 4:59
6. シティ・ドント・クライ - "City Don't Cry" - 6:08
7. あなたを愛し続けて - "Since I've Been Loving You" (J. Page, R. Plant, J. P. Jones) - 7:30
8. 限りなき戦い - "The Battle of Evermore" - 6:41
9. ワンダフル・ワン - "Wonderful One" - 4:57
10. ワー・ワー - "Wah Wah" - 3:59
11. ザッツ・ザ・ウェイ - "That's the Way" - 5:35
12. ギャロウズ・ポウル - "Gallows Pole" (Traditional / arr. J. Page, R. Plant) - 4:09
13. フォア・スティックス - "Four Sticks" - 4:52
14. カシミール - "Kashmir" - 12:27

## 参加ミュージシャン
CD(PHCP-1310)英文ブックレットのクレジットに基づく。
- ロバート・プラント - ボーカル
- ジミー・ペイジ - アコースティック・ギター、エレクトリックギター、マンドリン
- チャーリー・ジョーンズ - ベース、パーカッション
- マイケル・リー - ドラムス、パーカッション
- ポール・トンプソン - ギター、バンジョー
- ナジマ・アフタール - ボーカル
- ジム・サザーランド - マンドリン、バウロン
- ナイジェル・イートン - ハーディ・ガーディ
- エド・シェアマー - ハモンドオルガン、オーケストラ・アレンジ
- エジプシャン・アンサンブル
  - Hossam Ramzy - パーカッション、音楽監督
  - Ali Abdel Salem - パーカッション
  - Farid Khashab - パーカッション
  -  Farouk El Safi - パーカッション
  - Ibrahim Abdel Khaliq - パーカッション
  - Wael Abu Bakr - ストリングス
  - Bahig Mikhaeel - ストリングス
  - Hanafi Soliman - ストリングス
  - Amin Abdel Azim - ストリングス
  - Bashir Abdel Al - ナーイ
  - Abdel Salam Kheir - ウード
- ミュージシャンズ・イン・マラケシュ
  - Brahim El Balkani
  - Hassan El Arfaoui
  - El Mahjoub El Mathoun
  - Abdelhak Eddahmane

- ロンドン・メトロポリタン・オーケストラ
  - Rosemary Furniss - ヴァイオリン
  - David Juritz - ヴァイオリン
  - Rita Manning - ヴァイオリン
  - Elizabeth Layton - ヴァイオリン
  - Ian Humphries - ヴァイオリン
  - Perry Montague-Mason - ヴァイオリン
  - Mark Berrow - ヴァイオリン
  - Pauline Lowbury - ヴァイオリン
  - Clare Thompson - ヴァイオリン
  - Jessica O'Leary - ヴァイオリン
  - David Ogden - ヴァイオリン
  - Peter Hanson - ヴァイオリン
  - Jeremy Williams - ヴァイオリン
  - Cathy Thompson - ヴァイオリン
  - Ed Coxon - ヴァイオリン
  - Anne Morlee - ヴァイオリン
  - Harriet Davies - ヴァイオリン
  - Andrew Brown - ヴィオラ
  - Rusen Gunes - ヴィオラ
  - Andrew Parker - ヴィオラ
  - Bill Hawkes - ヴィオラ
  - Nichalas Pendlebery - ヴィオラ
  - John Jezard - ヴィオラ
  - Jane Atkins - ヴィオラ
  - Caroline Dale - チェロ
  - Cathy Giles - チェロ
  - Stephen Milne - チェロ
  - Ben Chappell - チェロ
  - Jonathan Tunnel - チェロ